# برگ‌پوش شکم‌نارنجی
برگ‌پوش شکم‌نارنجی (نام علمی: Chloropsis hardwickii) نام یک گونه از خانواده برگ‌پوش است.